# Негрис, Фокион
Фокион Негрис (греч. Φωκίων Νέγρης, 1846, Константинополь — 1928, Афины) — греческий геолог, горный инженер и политик.

## Биографические сведения
Фокbон Негрbс родился в 1846 году в Константинополе, в семье математика Константиноса Негриса. Впоследствии семья переехала в Париж, где прошли ранние и юношеские годы Фокиона. Окончил Парижский университет.
В 1870 году он вернулся в Грецию, где был назначен генеральным инспектором Лаврионских рудников. В период 1875 — 1886 гг. служил директором Лаврионского горного комплекса, руководил работами на шахтах в Кими и Мантуди.
В 1898 году он избран членом Греческого парламента в первый раз от Афин, в дальнейшем избирался до 1918 года. Впоследствии дважды назначался министром финансов (1898, 1901), министром транспорта (1917) и министром внутренних дел (1918). В 1918 году он получил звание почетного доктора наук в Афинского университета. В 1926 году стал членом Афинской академии, а в 1927 году выбран первым её президентом.